# Eurocup Formula Renault 2.0 2009

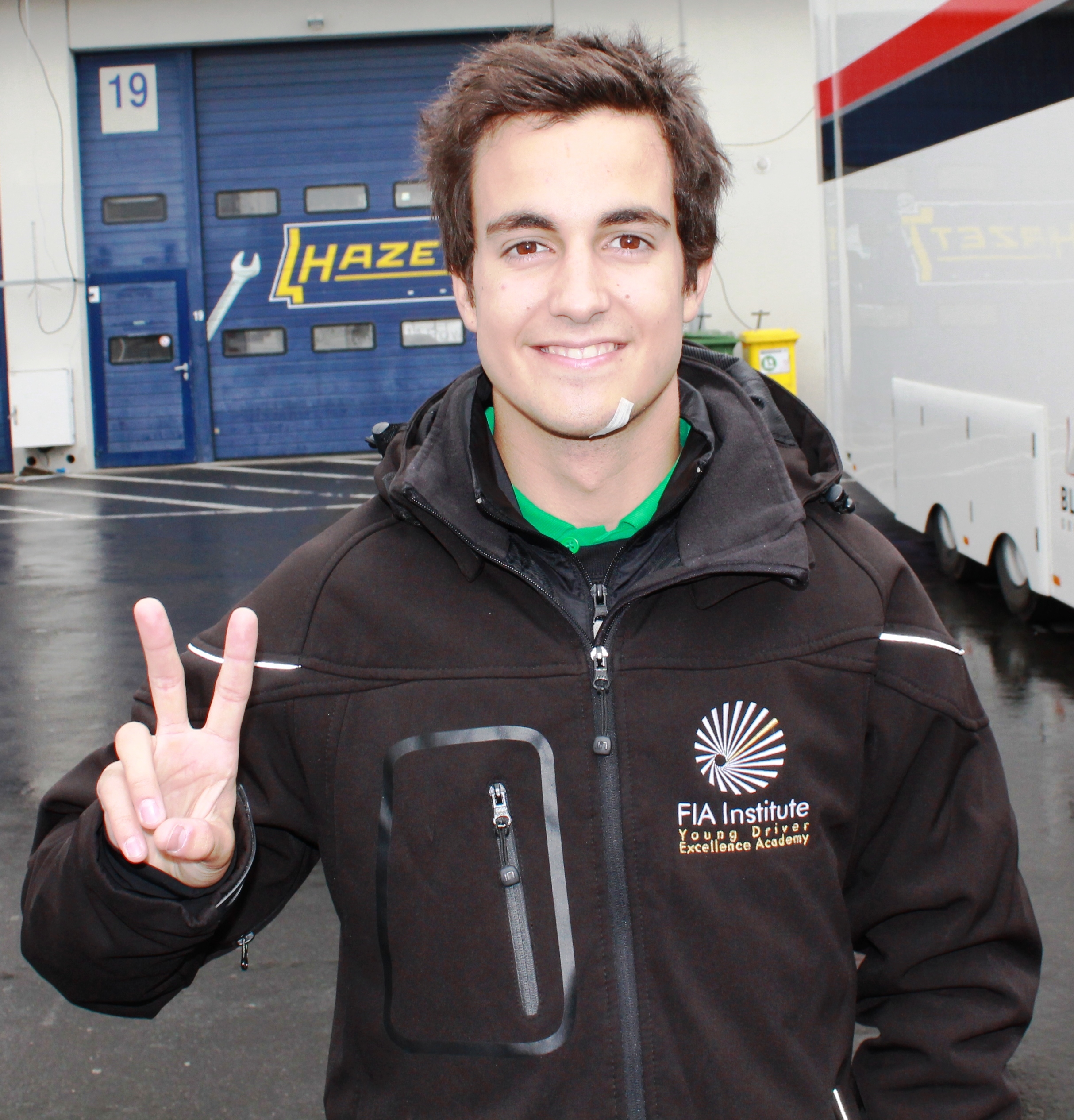
Albert Costa, champion de l'édition 2009 de l'Eurocup Formula Renault 2.0.

La saison 2009 de l'Eurocup Formula Renault 2.0 se déroule au sein des World Series by Renault du 18 avril au 25 octobre 2009. La saison comprend sept meetings, où chaque course durent 30 minutes. Toutes les courses faisaient partie de la World Series by Renault.
Cette saison a été la dernière pour le châssis Tatuus. Un nouveau châssis sera introduit en Eurocup Formula Renault 2.0 pour la saison 2010. Albert Costa s'est octroyé le titre, prenant assez d'avance au général pour ne plus être menacé par Jean-Éric Vergne et António Félix da Costa. Malgré la victoire du Portugais, marquant également le point de la pole position lors de la dernière course de la saison en Catalogne, Vergne arrache le titre de vice-champion 2009 de l'Eurocup Formula Renault 2.0: les deux protagonistes ont le même nombre de points mais la différence se joue sur le nombre de victoires (4 contre 3 pour le Français).

## Engagés
J = Concurrents de la Classe Junior pour 2009
- Les invités sont listés en italique.

| Écurie            | #  | Pilote                 | Classe | Courses  |
| ----------------- | -- | ---------------------- | ------ | -------- |
| SG Formula        | 1  | Jean-Éric Vergne       |        | Tous     |
| SG Formula        | 2  | Miki Monrás            | J      | Tous     |
| SG Formula        | 3  | Hugo Valente           | J      | Tous     |
| SG Formula        | 4  | Arthur Pic             | J      | Tous     |
| SG Formula        | 5  | Dominic Storey         |        | 1-2      |
| SG Formula        | 5  | Ramez Azzam            | J      | 3-7      |
| Motopark Academy  | 6  | António Félix da Costa | J      | Tous     |
| Motopark Academy  | 7  | Marco Sørensen         |        | Tous     |
| Motopark Academy  | 8  | Juan Jacobo            | J      | 1-2      |
| Motopark Academy  | 8  | Kuba Giermaziak        |        | 3, 5-7   |
| Motopark Academy  | 8  | Matias Laine           |        | 4        |
| Motopark Academy  | 57 | Matias Laine           | 5      |          |
| Motopark Academy  | 9  | Adrian Quaife-Hobbs    |        | Tous     |
| Motopark Academy  | 10 | Kevin Magnussen        | J      | Tous     |
| Motopark Academy  | 56 | Luís Felipe Derani     |        | 2, 4, 6  |
| Motopark Academy  | 59 | Jimmy Eriksson         | J      | 6        |
| Motopark Academy  | 60 | Bart Hylkema           | J      | 6        |
| Motopark Academy  | 65 | Patrick Kronenberger   |        | 7        |
| Epsilon Euskadi   | 11 | Nathanaël Berthon      |        | Tous     |
| Epsilon Euskadi   | 12 | Carlos Muñoz           | J      | Tous     |
| Epsilon Euskadi   | 14 | Albert Costa           |        | Tous     |
| Epsilon Euskadi   | 15 | Federico Scionti       | J      | 7        |
| Epsilon Euskadi   | 16 | Miguel Otegui          | J      | 3-7      |
| BVM Minardi       | 21 | Andrea Roda            |        | 3, 6–7   |
| BVM Minardi       | 22 | Dean Smith             |        | 7        |
| Fortec Motorsport | 24 | Kevin Kleveros         | J      | 1–6      |
| Fortec Motorsport | 25 | Oliver Webb            |        | 1, 5     |
| Fortec Motorsport | 25 | Fredrik Blomstedt      |        | 2        |
| Fortec Motorsport | 26 | James Calado           |        | 1-2, 5   |
| Fortec Motorsport | 27 | Will Stevens           |        | 2, 5     |
| Epsilon Sport     | 28 | Luciano Bacheta        |        | 1-2, 4–7 |
| Epsilon Sport     | 54 | Arno Santamato         | J      | 1–3      |
| MP Motorsport     | 29 | Adam Christodoulou     |        | 2        |
| MP Motorsport     | 29 | Karl-Oscar Liiv        |        | 4–7      |
| MP Motorsport     | 30 | Nigel Melker           |        | 1–5      |
| MP Motorsport     | 31 | Daniël de Jong         | J      | Tous     |
| Krenek Motorsport | 32 | Adam Kout              |        | Tous     |
| Krenek Motorsport | 33 | Jakub Knoll            |        | Tous     |
| iQuick Valencia   | 34 | Johan Jokinen          |        | 1-2      |
| iQuick Valencia   | 34 | Marco Betti            |        | 3, 5     |
| iQuick Valencia   | 34 | Federico Scionti       | J      | 4        |
| iQuick Valencia   | 34 | Jordi Cunill           | J      | 7        |
| iQuick Valencia   | 35 | Patrick Kronenberger   |        | 1–5      |
| iQuick Valencia   | 35 | Tristan Vautier        |        | 7        |
| One Racing        | 36 | Daniel Mancinelli      |        | 1–3, 5   |
| One Racing        | 37 | Federico Scionti       |        | 1–3, 5   |
| Jenzer Motorsport | 50 | Genís Olivé            | J      | Tous     |
| Jenzer Motorsport | 51 | Nico Müller            | J      | Tous     |
| Jenzer Motorsport | 53 | Fabien Thuner          |        | 1–6      |
| Jenzer Motorsport | 53 | Maxim Zimin            | J      | 7        |
| Pole Services     | 55 | Benjamin Lariche       |        | 1, 6–7   |
| Pole Services     | 58 | Arno Santamato         | J      | 5        |
| SL Formula Racing | 61 | Julian Eisenreich      | J      | 6        |

## Règlement sportif
- Chaque week-end de compétition comporte deux courses.
- Les pilotes seront distribués dans deux groupes de qualification (A et B) ayant chacun 20 minutes de session. La grille de départ de la première course est déterminé en fonction du meilleur temps du pilote. En ce qui concerne la deuxième course, les seconds meilleurs temps des pilotes détermineront la grille de départ.
- L'attribution des points s'effectue selon le barème 15, 12, 10, 8, 6, 5, 4, 3, 2, 1 dans les deux courses du week-end
- Un point est attribué pour l'auteur d'une pole position.
- Le vainqueur de l'Eurocup Formula Renault 2.0 recevra une subvention de 500 000 € pour financer sa participation à l'édition suivante de la Formula Renault 3.5 Series.

## Courses de la saison 2009
| Manche | Manche | Circuit                           | Date         | Pole Position          | Meilleur tour          | Vainqueur              | Écurie           |
| ------ | ------ | --------------------------------- | ------------ | ---------------------- | ---------------------- | ---------------------- | ---------------- |
| 1      | R1     | Circuit de Catalunya, Barcelone   | 18 avril     | Albert Costa           | Albert Costa           | Nathanaël Berthon      | Epsilon Euskadi  |
| 1      | R2     | Circuit de Catalunya, Barcelone   | 19 avril     | Albert Costa           | Albert Costa           | Albert Costa           | Epsilon Euskadi  |
| 2      | R1     | Circuit de Spa-Francorchamps      | 2 mai        | Albert Costa           | Albert Costa           | Albert Costa           | Epsilon Euskadi  |
| 2      | R2     | Circuit de Spa-Francorchamps      | 3 mai        | Albert Costa           | Albert Costa           | Albert Costa           | Epsilon Euskadi  |
| 3      | R1     | Hungaroring                       | 13 juin      | Jean-Éric Vergne       | Jean-Éric Vergne       | Jean-Éric Vergne       | SG Formula       |
| 3      | R2     | Hungaroring                       | 14 juin      | Adrian Quaife-Hobbs    | Kevin Magnussen        | Adrian Quaife-Hobbs    | Motopark Academy |
| 4      | R1     | Circuit de Silverstone            | 4 juillet    | Jean-Éric Vergne       | António Félix da Costa | António Félix da Costa | Motopark Academy |
| 4      | R2     | Circuit de Silverstone            | 5 juillet    | Jean-Éric Vergne       | Albert Costa           | Jean-Éric Vergne       | SG Formula       |
| 5      | R1     | Circuit Bugatti, Le Mans          | 18 juillet   | Jean-Éric Vergne       | Jean-Éric Vergne       | Jean-Éric Vergne       | SG Formula       |
| 5      | R2     | Circuit Bugatti, Le Mans          | 19 juillet   | Jean-Éric Vergne       | António Félix da Costa | Jean-Éric Vergne       | SG Formula       |
| 6      | R1     | Nürburgring                       | 19 septembre | Albert Costa           | Albert Costa           | Albert Costa           | Epsilon Euskadi  |
| 6      | R2     | Nürburgring                       | 20 septembre | Albert Costa           | Albert Costa           | Albert Costa           | Epsilon Euskadi  |
| 7      | R1     | Circuit Motorland Aragon, Alcañiz | 24 octobre   | António Félix da Costa | António Félix da Costa | António Félix da Costa | Motopark Academy |
| 7      | R2     | Circuit Motorland Aragon, Alcañiz | 25 octobre   | António Félix da Costa | Federico Scionti       | António Félix da Costa | Motopark Academy |

## Classement des pilotes
| Classement | Pilote                 | Pays                | Équipe            | Nombre de points |
| ---------- | ---------------------- | ------------------- | ----------------- | ---------------- |
| 1er        | Albert Costa           | Espagne             | Epsilon Euskadi   | 138              |
| 2e         | Jean-Éric Vergne       | France              | SG Formula        | 128              |
| 3e         | António Félix da Costa | Portugal            | Motopark Academy  | 128              |
| 4e         | Adrian Quaife-Hobbs    | Royaume-Uni         | Motopark Academy  | 83               |
| 5e         | Miki Monrás            | Espagne             | SG Formula        | 76               |
| 6e         | Nathanaël Berthon      | France              | Epsilon Euskadi   | 67               |
| 7e         | Kevin Magnussen        | Danemark            | Motopark Academy  | 50               |
| 8e         | Carlos Muñoz           | Colombie            | Epsilon Euskadi   | 36               |
| 9e         | Kuba Giermaziak        | Pologne             | Motopark Academy  | 32               |
| 10e        | Arthur Pic             | France              | SG Formula        | 27               |
| 11e        | Nico Müller            | Suisse              | Jenzer Motorsport | 25               |
| 12e        | Ramez Azzam            | Émirats arabes unis | SG Formula        | 16               |
| 13e        | Adam Kout              | République tchèque  | Krenek Motorsport | 15               |
| 14e        | Patrick Kronenberger   | Allemagne           | Motopark Academy  | 15               |
| 15e        | Marco Sørensen         | Danemark            | Motopark Academy  | 15               |
| 16e        | Luciano Bacheta        | Royaume-Uni         | Epsilon Sport     | 11               |
| 17e        | James Calado           | Royaume-Uni         | Fortec Motorsport | 10               |
| 18e        | Miguel Otegui          | Espagne             | Epsilon Euskadi   | 10               |
| 19e        | Daniel Mancinelli      | Italie              | One Racing        | 9                |
| 20e        | Johan Jokinen          | Danemark            | iQuick Valencia   | 8                |
| 21e        | Federico Scionti       | Italie              | One Racing        | 7                |
| 22e        | Matias Laine           | Finlande            | Motopark Academy  | 6                |
| 23e        | Nigel Melker           | Pays-Bas            | MP Motorsport     | 5                |
| 24e        | Hugo Valente           | France              | SG Formula        | 5                |
| 25e        | Daniël de Jong         | Pays-Bas            | MP Motorsport     | 3                |
| 26e        | Dominic Storey         | Nouvelle-Zélande    | SG Formula        | 2                |
| 27e        | Luís Felipe Derani     | Brésil              | Motopark Academy  | 2                |
| 28e        | Genís Olivé            | Espagne             | Jenzer Motorsport | 2                |

## Classement des écuries
| Classement | Équipe            | Pays               | Nombre de points |
| ---------- | ----------------- | ------------------ | ---------------- |
| 1er        | Epsilon Euskadi   | Espagne            | 192              |
| 2e         | SG Formula        | France             | 192              |
| 3e         | Motopark Academy  | Allemagne          | 184              |
| 4e         | Jenzer Motorsport | Suisse             | 27               |
| 5e         | iQuick Valencia   | Espagne            | 23               |
| 6e         | Krenek Motorsport | République tchèque | 15               |
| 7e         | Epsilon Sport     | France             | 11               |
| 8e         | Fortec Motorsport | Royaume-Uni        | 10               |
| 9e         | One Racing        | Italie             | 9                |
| 10e        | MP Motorsport     | Pays-Bas           | 8                |